# Dawid Lewi
Dawid Lewi (hebr.: דוד לוי, ang.: David Levy, ur. 21 grudnia 1937 w Rabacie, zm. 2 czerwca 2024) – izraelski polityk, trzykrotny minister spraw zagranicznych, członek Knesetu w latach 1969-2006.

## Życiorys
Urodził się w stolicy Maroka – Rabacie – w rodzinie Żydów sefardyjskich. W 1957 wyemigrował do Izraela. Od 1969 był działaczem Gahalu, przekształconego w 1974 w Likud. Od 1977 sprawował funkcje wicepremiera oraz ministerialne, m.in. ministra ds. imigracji, budownictwa, bez teki, trzykrotnie ministra spraw zagranicznych w latach 1990–1992, 1996–1998 i 1999–2000.
W 1996 odszedł z Likudu i założył własną partię Geszer, z którą wystartował w wyborach w 1996 w koalicji z Likudem. W 1999 Geszer wszedł do bloku Jeden Izrael Ehuda Baraka.
7 marca 2001 wraz z bratem Maksimem i Mordechajem Miszanim opuścił Jeden Izrael i do końca kadencji zasiadał w ławach poselskich jako poseł Geszeru. W 2003 Geszer ponownie połączył się z Likudem, a Lewi wrócił na łono macierzystej partii.

### Życie prywatne
Brat Maksima (1950–2002), posła Geszeru w latach 1996–2002, ojciec Jackiego (ur. 1960), posła Likudu od 2015, oraz Orli (ur. 1973), posłanki ugrupowania Nasz Dom Izrael od 2009. Mieszkał w Bet Sze’an.